# فينوس إن سيتو إكسبلورر

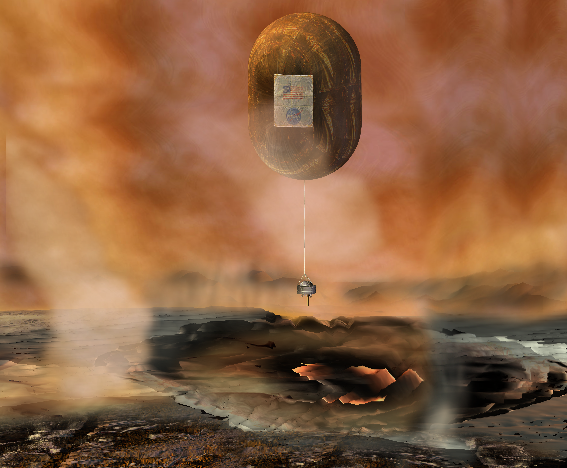
رسم تخيلي لهذه المهمة

فينوس إن سيتو إكسبلورر (بالإنجليزية: Venus In-Situ Explorer)‏ هي مهمة مقترحة لوكالة ناسا للإجابة على العديد من الاسئلة العلمية الأساسية وتشمل أرسال عربة فضائية وإجراء تجارب على كوكب الزهرة، حيث ستاعد الفلكيين على فهم عملية التغير المناخي التي خضع لها كوكب الزهرة والتي أدت إلى حرارته الشديدة وظروفه القاسية الحالية.
ستكون المهمة الأساسية لهذه الرحلة هي الحصول على عينات من تربة سطح الزهرة ودراستها بما في ذلك عينات صخرية، إضافة إلى دراسة تأثير البيئة القاسية على هذه العينات. وستشمل المهمة أيضاً دراسة التركيب المعدني لتربة الزهرة، اقترح إطلاق هذه المهمة في سنة 2013.